# Köhniönjärvi
Köhniönjärvi är en sjö i Finland. Den ligger i stadsdelen Kypärämäki i kommunen Jyväskylä i landskapet Mellersta Finland, i den södra delen av landet, 230 km norr om huvudstaden Helsingfors. Köhniönjärvi ligger 126 meter över havet. I omgivningarna runt Köhniönjärvi växer i huvudsak blandskog. Den är 18 meter djup. Arean är 28,4 hektar och strandlinjen är 3,27 kilometer lång. Sjön  ingår i Kymmene älvs huvudavrinningsområde. 